# Cameron Carolissen
Cameron Carolissen (Kaapstad, 16 januari 1996) is een Zuid-Afrikaans darter die uitkomt voor de Professional Darts Corporation (PDC).

## Carrière
Carolissen kwalificeerde zich voor het PDC World Darts Championship 2021 nadat hij de PDC African Qualifier won door Charles Losper met 7-4 te verslaan in de finale. Hij kreeg een bye naar de tweede ronde van het toernooi nadat zijn tegenstander Martijn Kleermaker zich had teruggetrokken vanwege een COVID-19-besmetting en ook diens vervanger Josh Payne werd uitgesloten nadat hij zichzelf moest isoleren vanwege contact met iemand met COVID-19. In de tweede ronde werd Carolissen met 3-1 verslagen door Danny Noppert.
Nadat Carolissen bovenaan de ranglijst van de Afrikaanse Series was geëindigd, kwalificeerde hij zich voor de World Cup of Darts 2024 als partner van qualifier Johan Geldenhuys. Zuid-Afrika verloor hun eerste wedstrijd met 4-1 van Noord-Ierland (Josh Rock en Brendan Dolan) en wonnen hun tweede wedstrijd met 4-2 van Zwitserland (Stefan Bellmont en Bruno Stöckli). Dit was echter niet voldoende om door te stoten naar de volgende ronde.
Carolissen won de ADS African Qualifier 2024 door Peter Wachiuri met 8-7 te verslaan in de finale. Hierdoor kwalificeerde Carolissen zich voor het PDC World Darts Championship 2025. Hij nam het op tegen Wessel Nijman in de eerste ronde. Nijman stond aanvankelijk 2-0 voor, maar Carolissen kwam op den duur op gelijke hoogte en uiteindelijk was er een allesbeslissende leg nodig. Nijman won met 3-2.
Samen met Devon Petersen kwam Carolissen op de World Cup of Darts 2025 uit voor hun thuisland. Het koppel verloor in de groepsfase van het duo uit Polen, maar won van het tweetal uit Noorwegen. De Zuid-Afrikanen bereikten zo de knock-outfase, waarin de spelers uit Noord-Ierland, die uiteindelijk het toernooi zouden winnen, zorgden voor hun uitschakeling.

## Resultaten op wereldkampioenschappen

### PDC
- 2021: Laatste 64 (verloren van Danny Noppert met 1–3)
- 2025: Laatste 96 (verloren van Wessel Nijman met 2–3)